# Louis Didier Jousselin

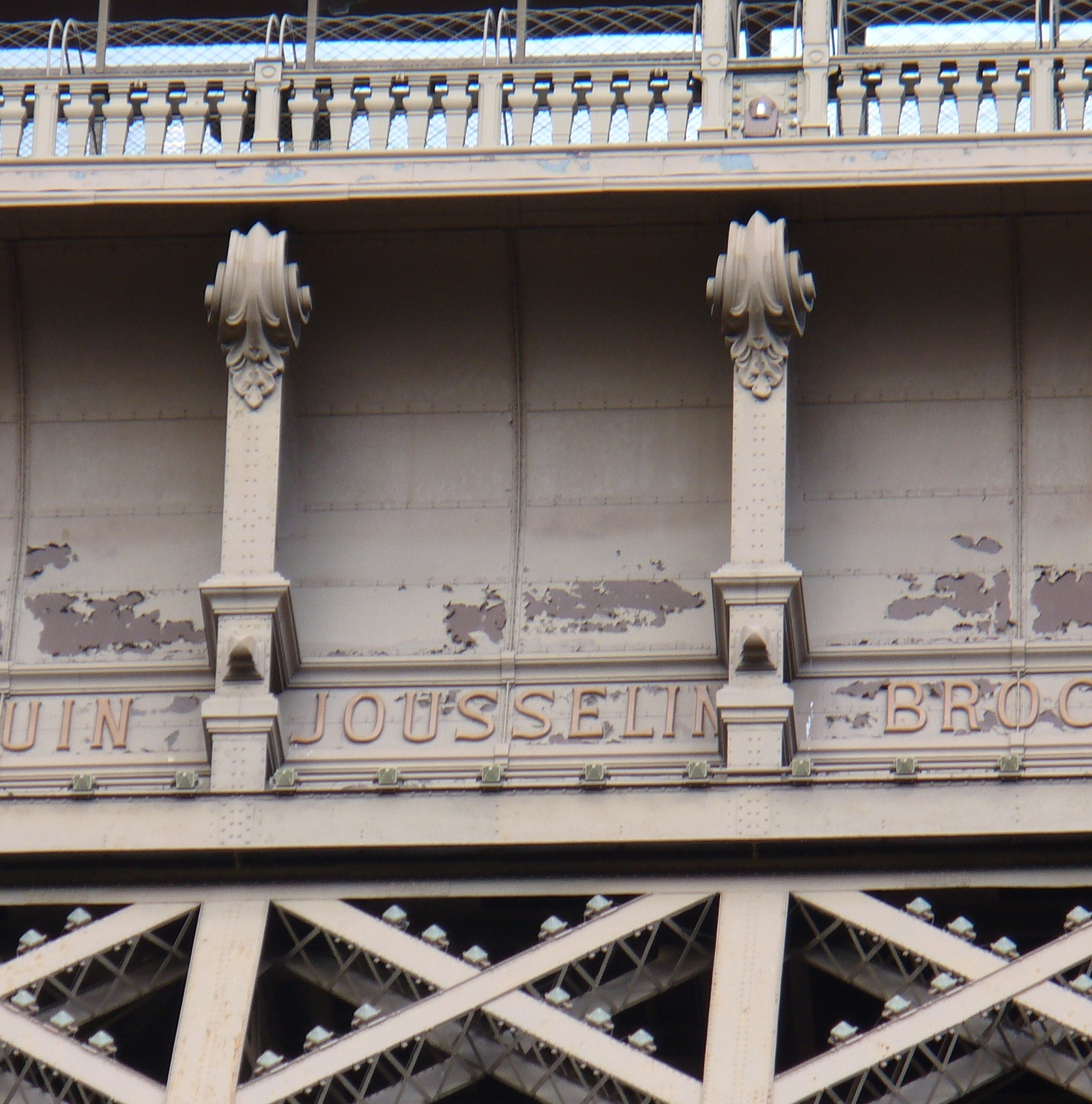
Jousselins naam op de Eiffeltoren

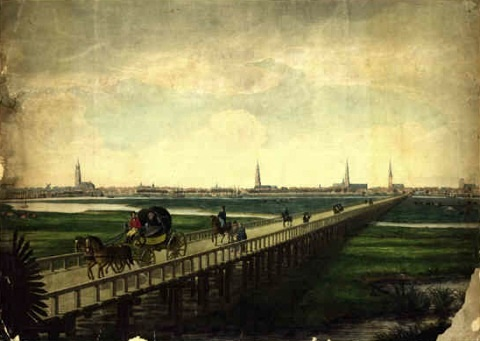
De door Jousselin ontworpen brug tussen Hamburg en Harburg

Louis Didier Jousselin (Blois, 1 april 1776 – Vienne-en-Val, 3 december 1858) was een Franse ingenieur. Tijdens de Zesde Coalitieoorlog bouwde hij een drie kilometer lange brug in minder dan drie maanden tijdens de belegering van Hamburg (1813 - 1814). Hij is een van de 72 Fransen wier namen in reliëf op de Eiffeltoren zijn aangebracht.